# 워터쉽 다운의 토끼들
《워터쉽 다운의 토끼들》(영어: Watership Down)은 영국에서 제작된 1978년 모험 드라마 애니메이션 영화이다. 마틴 로즌이 연출, 각본, 제작을 맡고, 존 허트 등이 목소리 출연하였다.

## 출연진
- 존 허트
- 리처드 브라이어스
- 마이클 그레이엄 콕스
- 존 베넷
- 랠프 리처드슨
- 사이먼 커델
- 테런스 리그비
- 로이 키니어
- 리처드 오캘러헌
- 덴홈 엘리엇
- 린 팔리
- 제로 모스텔
- 해리 앤드루스
- 나이절 호손
- 클리프턴 존스
- 데릭 그리피스
- 마이클 호던
- 조스 애클런드
- 미셸 프라이스